# Сенабудис
Сенабудис (лит. Senabūdis) — деревня в Калварийском самоуправлении Мариямпольского уезда Литвы. Входит в состав Любавасского староства.

## География
Деревня расположена на юго-западе Литвы, в пределах Судувской возвышенности, к северо-востоку от озера Рекетийос, на расстоянии приблизительно 24 километров к юго-западу от города Мариямполе, административного центра уезда. Абсолютная высота — 155 метров над уровнем моря.
Ближайшие населённые пункты: Сауселис, Ковай, Салапераугис, Агуонис, Шаркис, Шаркичя.
Климат
Климат деревни характеризуется как умеренно континентальный с чертами морского (Dfb в классификации климатов Кёппена).

## История
В 1827 году в деревне Стара Буда имелось 17 домов и проживало 97 человек.
В 1888 году в населённом пункте числился 141 человек. В национальной структуре населения большинство составляли литовцы (139 человек), остальные — евреи. В административном отношении деревня входила в состав гмины Любово Кальварийского уезда Сувалкской губернии.

## Население
По данным официальной переписи 2011 года численность населения Сенабудиса составляла 8 человек (2 мужчины и 6 женщин).